# Dudgeoneidae
Dudgeoneidae es una pequeña familia de lepidópteros del suborden Glossata que contiene un solo género, Dudgeonea con seis especies distribuidas con baja densidad en todo el Viejo Mundo, África y Madagascar hasta Australia y Nueva Guinea.

## Especies
- Dudgeonea actinias Turner, 1902 - Australia
- Dudgeonea lychnocychla Turner, 1945 - Australia
- Dudgeonea polyastra Turner, 1933 - Australia
- Dudgeonea malagassa Viette, 1958 - Madagascar

## Biología
Esta familia está poco estudiada, pero se sabe que Dudgeonea actinias barrena los troncos de Canthium attenuatum (Rubiaceae).